# Sari Tanus
Sari Marja Hannele Tanus, född 22 februari 1964 i Kuopio, är en finländsk kristdemokratisk politiker. Hon är ledamot av Finlands riksdag sedan 2015. Tanus är specialläkare.
Tanus blev invald i riksdagsvalet 2015 med 2 592 röster från Birkalands valkrets.

## Utmärkelser
- Riddartecknet av I klass av Finlands Lejons orden,  6 december 2023[3]

[Redigera Wikidata]